# Roager Sogn
Roager Sogn er et sogn i Ribe Domprovsti (Ribe Stift).
Roager Sogn hørte til Hviding Herred i Tønder Amt. Roager sognekommune blev ved kommunalreformen i 1970 indlemmet i Ribe Kommune, der ved strukturreformen i 2007 indgik i Esbjerg Kommune.
I Roager Sogn ligger Roager Kirke.
I sognet findes følgende autoriserede stednavne:
- Kirkeby (bebyggelse)
- Kirkeby Vestermark (bebyggelse)
- Kirkeby Østermark (bebyggelse)
- Lille Roager (bebyggelse)
- Roager (bebyggelse, ejerlav)
- Roager Østermark (bebyggelse)
- Vesterbæk (bebyggelse)
- Vodderbro (bebyggelse)
- Øster Åbølling (bebyggelse, ejerlav)
- Østermark (bebyggelse)

## Afstemningsresultat
Folkeafstemningen ved Genforeningen i 1920 gav i Roager Sogn 433 stemmer for Danmark, 18 for Tyskland. Af vælgerne var 115 tilrejst fra Danmark, 18 fra Tyskland. 